# 토머스 델라헌티
토머스 K. 델라헌티(영어: Thomas K. Delahanty, 1935년~)는 미국의 은퇴한 경찰관으로, 컬럼비아 특별구 수도권 경찰국에서 근무했다. 그는 1981년 3월 30일 월요일 워싱턴 D.C.에서 발생한 로널드 레이건 암살 미수 사건 당시 부상당한 사람들 중 한 명이다.

## 생애
펜실베이니아주 피츠버그 출신인 델라헌티는 1959년부터 1963년까지 존스 앤 로플린 스틸에서 근무하고 1955년부터 1959년까지 미국 해군에서 복무한 후 1963년 9월 컬럼비아 특별구 수도권 경찰국에 합류했다. 1981년 3월 로널드 레이건 암살 미수 사건이 발생했을 때 그는 45세였으며 17년 동안 경찰관으로 근무했다. 그의 조카는 "오랜 아일랜드계 경찰 가문"이라고 묘사했으며, 델라헌티는 가족 중 4대째 경찰이 되었다.

## 레이건 암살 미수 사건

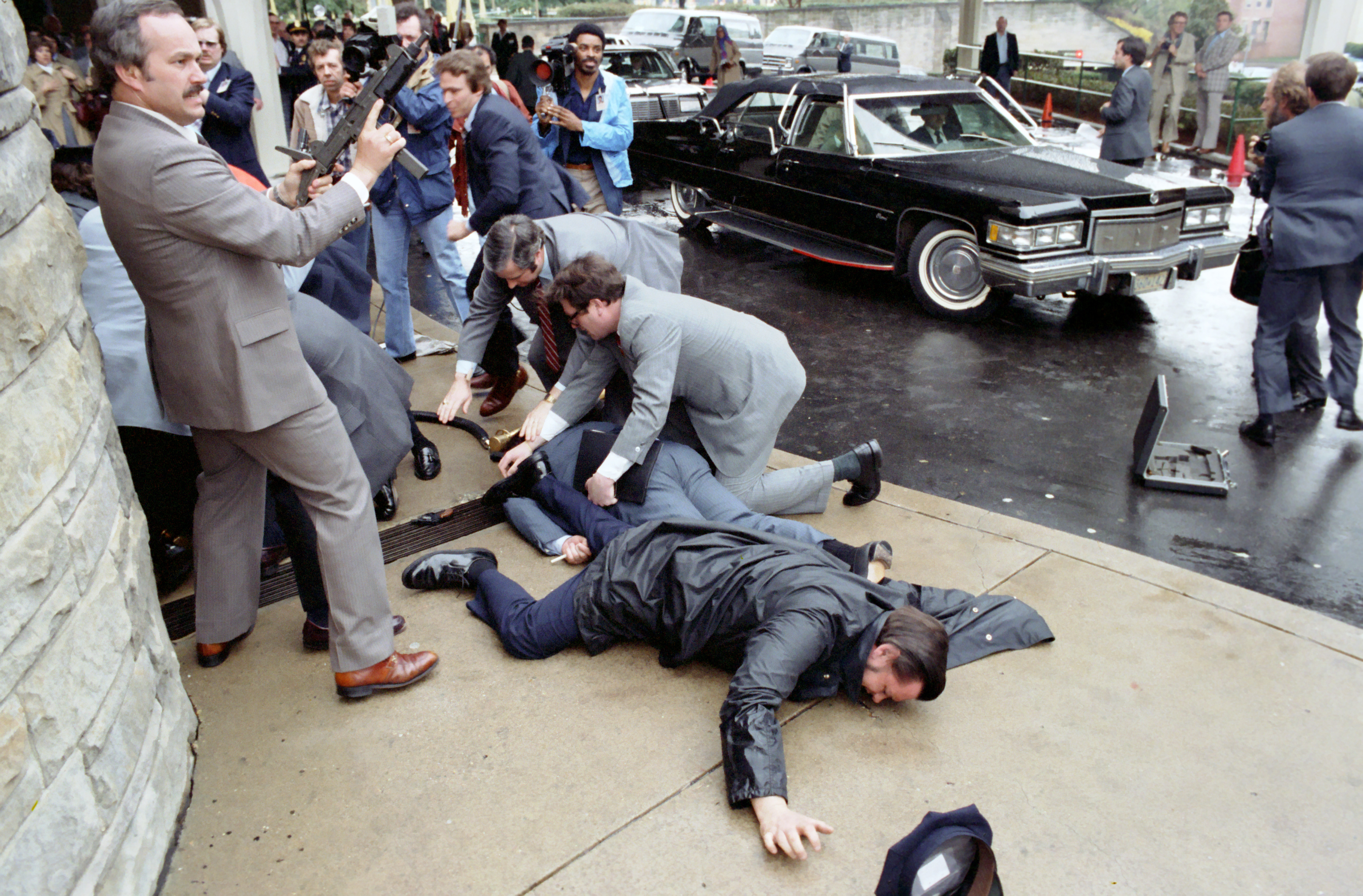
레이건 대통령 암살 미수 사건 이후 워싱턴 힐튼 호텔 밖의 혼란스러운 상황. 델라헌티(팔을 뻗은 사람)와 브래디가 부상당한 채 땅에 누워 있다.

델라헌티는 평소 K-9 경찰관이었다. 그의 개가 병이 나자 그는 쉬는 날을 가지는 대신 레이건 대통령을 경호하는 데 자원했다. 레이건 대통령, 백악관 대변인 제임스 브래디, 미국 비밀경호국 요원 팀 매카시도 총격에 부상을 입었다. 존 힝클리 주니어가 6발의 총알 중 첫 발을 발사하여 브래디의 머리를 맞히고 심각한 부상을 입히자, 델라헌티는 그 소리를 총성으로 인식하고 레이건의 위치를 찾기 위해 급히 고개를 왼쪽으로 돌렸다. 그가 그렇게 하는 동안 두 번째 총알이 그의 목 뒤를 맞혔고, 총알은 그의 척추에 맞고 튕겨 나갔다.
델라헌티는 워싱턴 병원 센터로 이송되었다. 힝클리의 총에는 접촉 시 폭발하도록 설계된 작은 알루미늄 및 아지드화 납 폭발 장치를 포함하는 "데바스테이터" 브랜드 탄약 6발이 장전되어 있었다. 브래디를 맞춘 총알만이 폭발했다. 4월 2일, 다른 총알들이 언제든지 폭발할 수 있다는 사실을 알게 된 자원 의사들은 방탄 조끼를 입고 델라헌티의 목에서 총알을 제거했다. 그는 11일 후인 1981년 4월 10일 금요일에 집으로 돌아갔고, "기분 좋아요... 갈 준비가 됐어요."라고 말한 것으로 전해진다.
암살 미수 사건 이후 델라헌티는 영웅으로 칭송받았지만, 더 많은 것을 할 수 없었다는 큰 후회를 느꼈다. 델라헌티는 회복했지만, 공격으로 인해 그의 왼팔에 영구적인 신경 손상을 입었고, 결국 부상으로 인해 수도권 경찰국에서 은퇴할 수밖에 없었다.
델라헌티는 나중에 힝클리, 힝클리의 정신과 의사, 그리고 총기 제조업체인 뢰음 게젤샤프트를 고소했다. 제조업체를 상대로 한 그의 주장, 즉 작고 저렴한 총은 범죄 외에는 목적이 없으므로 회사가 책임을 져야 한다는 주장은 컬럼비아 특별구 항소법원에 의해 기각되었다.

## 개인 생활
델라헌티는 아내 진 마시(1926~1997)의 사망 후 워싱턴 D.C. 교외에서 이사하여 현재 펜실베이니아주 화이트홀 자치구 (피츠버그 교외)에 거주하고 있다.
델라헌티는 2016년 존 힝클리 주니어의 석방에 대해 인터뷰했으며, "그것은 그들의 결정이라고 생각합니다. 아마도 저는 그리 열광적이지 않겠지만, 무엇을 할 수 있겠습니까?"라고 답했다.